# 교전규칙

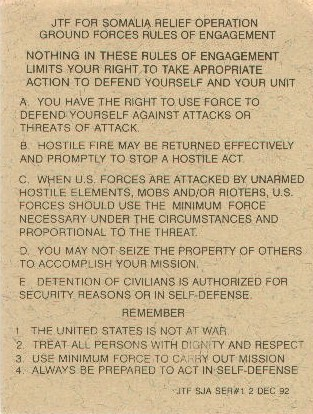
1992년 소말리아 난민 구호 작전(Operation Provide Relief)의 교전규칙

교전규칙(交戰規則, 영어: rules of engagement, ROE)은 군대의 도발적으로 여겨질 수 있는 무력이나 행동을 적용할 수 있는 환경, 조건, 정도, 방식 등을 정의하는 규칙 또는 지시를 말한다. 교전수칙(交戰守則)이라고도 한다. 교전규칙은 무력이나 어떠한 명시된 힘의 사용을 제한 또는 허가한다. 교전규칙은 나라에 따라 안내의 형태이거나 합법적인 명령이 된다. 교전규칙은 어떻게 결과를 얻어내는지를 설명하기보다는 어떠한 판단이 용납될 수 없는지를 나타낸다.

## 같이 보기
- 전쟁권
- 자위권